# Висш институт за аеронавтика и космос
Висшият институт за аеронавтика и космос (на френски: Institut supérieur de l’aéronautique et de l’espace, ISAE SUPAERO) е първото специализирано училище по аеронавигационно инженерство в света и се смята за едно от най-добрите в Европа в тази област (заедно с Националната школа за гражданска авиация). Училището предлага редица научни и инженерни програми.
От основаването си през 1909 г. институтът е обучил повече от 21 500 завършили.

## Известни възпитаници
- Жан-Франсоа Клервоа, френски инженер и астронавт